# Фиброма
Фиброма, у медицини, једна је врста бенигног тумора који може да се појави на разним местима и да има многобројне специфичности.
Фиброма се обично веома споро развија и стога је опасност развоја малигног тумора минимална. Карактеристике и опасности од ове врсте бенигног тумора зависе од њиховог положаја на телу.
Фиброме обично нестају саме али, уколико се то не догоди, могу бути уклоњене једноставним хируршким операцијама.
Пре операције ипак је препоручен преглед код дерматолога како би се могла утврдити врста фиброме и њене специфичности.